# Lochboisdale
Lochboisdale (Schots Gaelisch:Loch Baghasdail) is de hoofdplaats van het eiland South Uist. Het dorp heeft circa 1.100 inwoners.

## Externe links

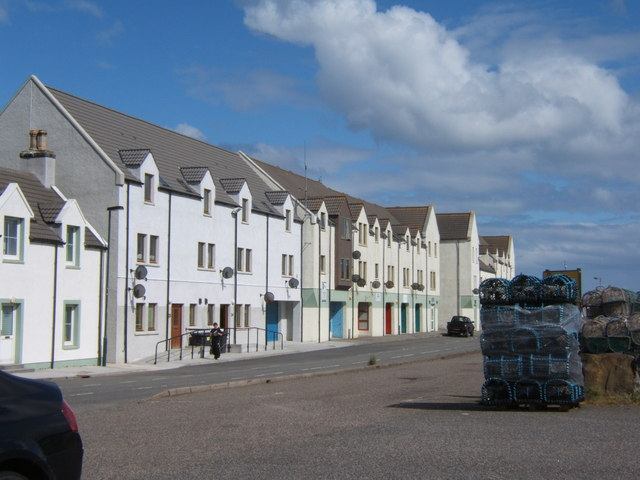
Lochboisdale